# Belvosia equinoctialis
Belvosia equinoctialis là một loài ruồi trong họ Tachinidae.